# Mistrzostwa Świata w Biathlonie 2021 – sztafeta kobiet
Sztafeta kobiet na Mistrzostwach Świata w Biathlonie 2021 odbyła się 20 lutego w Pokljuce. Była to dziewiąta konkurencja podczas tych mistrzostw. Wystartowały w niej 23 reprezentacje, z których 3 nie ukończyły zawodów. Mistrzyniami świata zostały Norweżki, srebro zdobyły Niemki, a trzecie miejsce zajęła reprezentacja Ukrainy.
Reprezentacja Polski zajęła 6. miejsce.

## Wyniki
| Miejsce | Nr | Reprezentacja                                                                                        | Czas                                      | Kary (L+S)                              | Strata  |
| ------- | -- | --- | ----------------------------------------- | --------------------------------------- | ------- |
| 01 !    | 5  | Norwegia · Ingrid Landmark Tandrevold · Tiril Eckhoff · Ida Lien · Marte Olsbu Røiseland             | 1:10:39,0 17:24,6 17:18,7 18:05,6 17:50,1 | 0+6 0+5 0+0 0+1 0+2 0+1 0+1 0+2 0+3 0+1 | -       |
| 02 !    | 1  | Niemcy · Vanessa Hinz · Janina Hettich · Denise Herrmann · Franziska Preuß                           | 1:10:47,8 17:26,4 18:17,5 17:48,4 17:15,5 | 0+5 0+0 0+0 0+0 0+2 0+0 0+3 0+0 0+0 0+0 | +8,8    |
| 03 !    | 8  | Ukraina · Anastasija Merkuszyna · Julija Dżima · Darja Błaszko · Ołena Pidhruszna                    | 1:10:48,2 17:30,2 17:38,5 18:03,4 17:36,1 | 0+3 0+4 0+1 0+0 0+1 0+2 0+1 0+0 0+0 0+2 | +9,2    |
| 4       | 6  | Białoruś · Iryna Kryuko · Dzinara Alimbiekawa · Hanna Soła · Jelena Kruczinkina                      | 1:11:07,8 17:48,6 17:19,8 17:49,5 18:09,9 | 0+5 0+3 0+2 0+0 0+0 0+0 0+1 0+2 0+2 0+1 | +28,8   |
| 5       | 3  | Szwecja · Johanna Skottheim · Linn Persson · Elvira Öberg · Hanna Öberg                              | 1:11:26,9 18:06,1 17:41,0 17:54,3 17:45,5 | 0+7 0+2 0+1 0+2 0+3 0+0 0+2 0+0 0+1 0+0 | +47,9   |
| 6       | 14 | Polska · Kinga Zbylut · Monika Hojnisz-Staręga · Kamila Żuk · Anna Mąka                              | 1:11:31,1 17:49,0 17:20,1 17:49,7 18:32,3 | 0+2 0+4 0+0 0+1 0+0 0+0 0+1 0+1 0+1 0+2 | +52,1   |
| 7       | 9  | Austria · Dunja Zdouc · Katharina Innerhofer · Julia Schwaiger · Lisa Hauser                         | 1:11:43,3 18:05,2 17:48,5 18:07,2 17:42,4 | 0+8 0+7 0+3 0+2 0+2 0+3 0+1 0+1 0+2 0+1 | +1:04,3 |
| 8       | 2  | Francja · Anaïs Bescond · Anaïs Chevalier-Bouchet · Chloé Chevalier · Julia Simon                    | 1:11:54,2 17:35,2 17:39,9 18:17,9 18:21,2 | 0+3 0+2 0+0 0+0 0+0 0+1 0+1 0+0 0+2 0+1 | +1:15,2 |
| 9       | 7  | Włochy · Lisa Vittozzi · Michela Carrara · Federica Sanfilippo · Dorothea Wierer                     | 1:12:07,1 17:08,6 18:41,4 18:42,4 17:34,7 | 0+6 0+3 0+0 0+0 0+3 0+1 0+3 0+2 0+0 0+0 | +1:28,1 |
| 10      | 10 | Czechy · Jessica Jislová · Eva Puskarčíková · Markéta Davidová · Lucie Charvátová                    | 1:12:19,4 17:59,1 18:30,2 17:45,3 18:04,8 | 0+3 0+3 0+0 0+2 0+1 0+0 0+0 0+0 0+2 0+1 | +1:40,4 |
| 11      | 4  | Rosyjski Związek Biathlonu Jewgienija Pawłowa Tatiana Akimowa Swietłana Mironowa Uljana Kajszewa     | 1:12:49,9 17:46,7 18:58,0 17:46,7 18:18,5 | 0+2 1+5 0+0 0+0 0+0 1+3 0+1 0+1         | +2:10,9 |
| 12      | 11 | Szwajcaria · Aita Gasparin · Selina Gasparin · Elisa Gasparin · Lena Häcki                           | 1:14:39,7 18:06,6 18:49,2 18:42,7 19:01,2 | 1+6 0+7 0+1 0+1 1+3 0+1 0+0 0+2 0+2 0+3 | +4:00,7 |
| 13      | 12 | Stany Zjednoczone · Susan Dunklee · Joanne Reid · Clare Egan · Deedra Irwin                          | 1:14:58,6 17:59,9 18:10,4 18:39,7 20:08,6 | 0+3 2+8 0+1 0+0 0+1 0+3 0+1 0+2 0+0 2+3 | +4:19,6 |
| 14      | 15 | Finlandia · Suvi Minkkinen · Mari Eder · Erika Jänkä · Nastassia Kinnunen                            | 1:15:25,8 17:54,1 17:53,7 20:09,2 19:28,8 | 0+2 1+5 0+0 0+0 0+2 0+0 0+0 1+3 0+0 0+2 | +4:46,8 |
| 15      | 18 | Japonia · Fuyuko Tachizaki · Sari Furuya · Yurie Tanaka · Asuka Hachisuka                            | 1:15:37,0 18:07,6 18:21,0 19:32,0 19:36,4 | 0+3 0+3 0+1 0+0 0+0 0+2 0+2 0+0 0+0 0+1 | +4:58,0 |
| 16      | 13 | Kanada · Nadia Moser · Emma Lunder · Megan Bankes · Sarah Beaudry                                    | 1:16:27,3 18:49,2 18:31,9 18:48,7 20:17,5 | 0+7 1+7 0+3 0+1 0+2 0+1 0+1 0+2 0+1 1+3 | +5:48,3 |
| 17      | 16 | Estonia · Regina Oja · Johanna Talihärm · Tuuli Tomingas · Kadri Lehtla                              | 1:16:36,8 19:13,9 18:32,7 19:05,3 19:44,9 | 0+4 0+7 0+3 0+2 0+0 0+2 0+1 0+2 0+0 0+1 | +5:57,8 |
| 18      | 21 | Bułgaria · Milena Todorowa · Danieła Kadewa · Marija Zdrawkowa · Wałentina Dimitrowa                 | 1:17:13,7 17:34,6 19:03,4 20:09,8 20:25,9 | 0+3 0+6 0+0 0+2 0+0 0+1 0+2 0+1 0+1 0+2 | +6:34,7 |
| 19      | 22 | Słowenia · Polona Klemenčič · Lena Repinc · Živa Klemenčič · Lea Einfalt                             | 1:17:38,3 18:20,1 18:37,0 19:43,8 20:57,4 | 2+6 1+6 0+2 0+1 0+1 0+0 0+0 1+3 2+3 0+2 | +6:59,3 |
| 20      | 17 | Kazachstan · Galina Wiszniewska · Ludmiła Achatowa · Jelizawieta Biełczenko · Anastasija Kondratiewa | 1:17:49,4 18:47,8 19:48,3 18:56,7 20:16,6 | 0+3 0+4 0+0 0+1 0+0 0+0 0+2 0+2 0+1 0+1 | +7:10,4 |
| 21      | 19 | Słowacja · Ivona Fialková · Paulína Fialková · Henrieta Horvátová · Veronika Machyniaková            | LAP 19:12,2 18:45,7 19:49,1               | 0+3 0+0 2+3 0+1 1+3 0+1 0+2 0+1         | -       |
| 22      | 23 | Łotwa · Sanita Buliņa · Annija Keita Sabule · Inese Golubeva · Baiba Bendika                         | LAP 20:08,2                               | - 1+3 0+1 0+1 0+0                       | -       |
| 23      | 20 | Korea Południowa · Mun Ji-hee · Anna Frolina · Jekaterina Awwakumowa · Kim Seon-su                   | LAP 21:02,9                               | - 3+3 0+0 3+3                           | -       |